# Two-Power-Standard
Der Two Power Standard (dt. „Zweimächtestandard“) war die zentrale Maxime der britischen Flottenrüstung in der Zeit von 1889 bis zum Ersten Weltkrieg, der zufolge die britische Marine als stärkste Marine der Welt immer mindestens so stark sein sollte wie die zweitstärkste und die drittstärkste Marine zusammen.
Der Two Power Standard ist eine Lehre aus den Kriegen gegen Frankreich und Spanien im 18. und beginnenden 19. Jahrhundert. Zusammen waren die Flotten Frankreichs und Spaniens der Royal Navy zumindest zahlenmäßig überlegen gewesen. Die Admiralität folgte daher der Auffassung, das Vereinigte Königreich müsse imstande sein, auch nach einem verlustreichen Krieg gegen einen Bund von zwei großen Seemächten immer noch eine dritte und nötigenfalls auch vierte Seemacht in Schach zu halten.
Der Two Power Standard wurde bereits 1817 von Lord Casterleigh formuliert, aber erst mit dem Marinegesetz (Naval Defence Act) auch rechtlich verankert. Es wurde 1889 dem Unterhaus vorgelegt und mit den Stimmen der Konservativen verabschiedet. Urheber des Gesetzes war Lord Hamilton, der Marineminister der zweiten Regierung Lord Salisburys.
Die Politik des Two Power Standard wurde – trotz verbaler Kritik von den sogenannten „Radikalliberalen“ innerhalb der Liberal Party und der linken Presse – im Wesentlichen von allen britischen Regierungen zwischen 1889 und 1914 fortgeführt. Dies erfolgte auch vor dem Hintergrund der sich rapide beschleunigenden deutschen Flottenrüstung seit 1899/1900 (siehe Flottengesetze) und des Französisch-Russischen Bündnisses seit 1892.
In der Realität gelang es der Royal Navy zu keinem Zeitpunkt, den Two Power Standard auch tatsächlich zu erreichen. Infolge der finanziellen Belastungen des Ersten Weltkrieges und der ausgedehnten Bauprogramme der Vereinigten Staaten und Japans musste das Vereinigte Königreich den Gedanken des Zweimächtestandards nach 1918 aufgeben und insbesondere den Vereinigten Staaten Gleichrangigkeit in maritimen Rüstungsfragen einräumen. Der 1922 unterzeichnete Flottenvertrag von Washington markierte schließlich auch pro forma das Ende des Two Power Standard.